# Batavia FC
Batavia FC is een Indonesische voetbalclub uit Zuid-Jakarta op het eiland Java, opgericht in 2010. Het eerste elftal van de club speelt in de regionale afdeling van de Liga 4. Batavia speelt in het Soemantri Brodjonegoro Stadion en haar clubkleuren zijn rood-wit geblokt.
De clubnaam verwijst naar Batavia, de naam van de stad Jakarta ten tijde van het Nederlands bewind in Indonesië. Batavia XI was op voetbalgebied het beste team van Nederlands-Indië.

## Erelijst
| Competitie                   | Winnaar | Winnaar    | Runner up | Runner up |
| Competitie                   | Aantal  | Jaren      | Aantal    | Jaren     |
| ---------------------------- | ------- | ---------- | --------- | --------- |
| Afdeling Jakarta (PSSI)      |         |            |           |           |
| Jakarta voetbalkampioenschap | 2×      | 2021, 2024 | -         | -         |